# 璀璨女人夢
《璀璨女人夢》是2024年上映的法墨合拍歌舞犯罪片，由賈克·歐迪亞执导、编剧，佐伊·索尔达娜、卡拉·索菲亞·賈斯康、赛琳娜·戈麦斯和亞德蓮娜·帕茲主演。电影于2024年5月18日在第77屆坎城影展全球首映，入選正式競賽單元角逐金棕榈奖，最终拿下評審團獎及最佳女演员奖。
Netflix取得電影全球發行權，於2024年11月13日在該平台上映。

## 剧情
一名怀才不遇的律师丽塔·莫罗·卡斯特罗（佐伊·索尔达娜饰），为一起涉及一位著名媒体人物妻子的谋杀案撰写辩护，违背自己的良心将死因归咎为自杀（“El Alegato”）。诉讼成功后，她接到一通匿名电话，对方提出了一个神秘但丰厚的报价，丽塔同意见面（“Todo y Nada”）。她被黑帮转移到一个窝点与客户见面，这位客户是贩毒集团头目胡安·“马尼塔斯”·德尔蒙特（卡拉·索菲亞·賈斯康饰），他表示希望秘密接受变性手术，开始他梦想中的生活（“El Encuentro”）。
在与曼谷的医生（“La Vaginoplastia”）会面后，丽塔找到了一位特拉维夫的外科医生沃瑟曼医生（“Lady”），沃瑟曼医生（马克·伊万尼尔饰）在听到马尼塔斯童年时期的性别焦虑的回忆后同意做手术（“Deseo”）。手术后，马尼塔斯的孩子和妻子杰西（赛琳娜·戈麦斯饰）为了安全被转移到瑞士；丽塔收到了一大笔钱；马尼塔斯假死，开始了以埃米莉亚·佩雷斯身份的新生活。

## 演员
- 佐伊·索尔达娜 饰 丽塔·莫罗·卡斯特罗（Rita Moro Castro）
- 卡拉·索菲亞·賈斯康 饰 埃米莉亚·佩雷斯 / “马尼塔斯”胡安·德尔蒙特（Emilia Pérez / Juan "Small Hands" Del Monte）[7]
- 赛琳娜·戈麦斯 饰 杰西·德尔蒙特（Jessi Del Monte）
- 艾格·拉米瑞茲 饰 古斯塔沃（Gustavo）
- 马克·伊万尼尔（英语：Mark Ivanir） 饰 沃瑟曼医生（Dr. Wasserman）
- 阿德里安娜·帕兹（英语：Adriana Paz） 饰 埃皮法尼娅（Epifania）
- 乔纳斯·帕斯·贝纳维迪斯（Jonas Paz-Benavides）[8]饰 記者

## 制作
2022年1月，《電視全覽》杂志用五集的篇幅介绍了《毒王女人夢》的前期制片工作。导演奥迪亚尔以一部四幕歌剧剧本为基础开发了本片的剧本。主角参考了鲍里斯·拉松（Boris Razon）2018年小说《听》（Écoute）的其中一章。《毒王女人夢》是奥迪亚尔第一部独立编剧的电影。尽管如此，之前和奥迪亚尔共同编剧了几部电影的托马斯·比德盖恩还是担任本片的创意协调。本片的原创配乐由克莱门特·杜科尔作曲，法国歌手卡米尔在一名墨西哥翻译的协助下创作插曲。达米安·贾莱特负责歌舞戏份编舞。
电影原定于2022年秋季开机，后来因演员档期冲突推迟了半年。按照导演奥迪亚尔的意愿，剧组没有在墨西哥取景，而是在巴黎近郊的一家制片厂内搭景，并重建了具有墨西哥风格的内景。奥迪亚尔表示，制片厂环境让他能够“创作出更多形式”，让他在“演唱和编舞部分享有自由”。最终主体拍摄于2023年5月在法蘭西島大區启动，同年7月5日杀青。
电影由为何不制片的帕斯卡尔·柯舍特，以及Page 114的奥迪亚尔及瓦莱丽·谢尔曼制片，法国电视二台及墨西哥花椒影业联合制片。2024年2月，法国时尚品牌圣罗兰的创作总监安東尼·瓦卡雷洛以旗下圣罗兰制片公司名义参与制片，负责电影戏服的设计制造。

## 发行
电影于2024年5月18日在第77屆坎城影展全球首映，入选主竞赛单元争夺金棕榈奖。首映当天，电影获得全场9分钟起立鼓掌（一说11分钟）。国际发行由The Veterans负责。首映礼结束后不久，Netflix从众多参与投标的发行商中脱颖而出，以1200万美元的价格拿下北美及英国地区发行权。电影定于2024年8月28日在法国院线上映，由百代電影公司发行。

## 反响

### 专业评价
根据評論匯總网站爛番茄汇总的28篇评论文章，89%的评论家给予该作正面评价，平均打分为7.5分（满分10分）。在Metacritic上，17位影評人共給予了70分的分數（滿分100分），這部電影獲得了「普遍好評」。

### 奖项
| 大奖       | 颁奖日期      | 奖项         | 获得者                                                            | 结果 | 参考资料 |
| ---------- | ------------- | ------------ | ----------------------------------------------------------------- | ---- | -------- |
| 戛纳电影节 | 2024年5月25日 | 金棕榈奖     | 賈克·歐迪亞                                                       | 提名 | [ 25 ]   |
| 戛纳电影节 | 2024年5月25日 | 評審團獎     | 賈克·歐迪亞                                                       | 獲獎 | [ 26 ]   |
| 戛纳电影节 | 2024年5月25日 | 最佳女演员奖 | 佐伊·索尔达娜、卡拉·索菲亞·賈斯康、赛琳娜·戈麦斯、阿德里安娜·帕兹 | 獲獎 | [ 26 ]   |
| 戛纳电影节 | 2024年5月25日 | 酷兒棕櫚獎   | 賈克·歐迪亞                                                       | 提名 | [ 27 ]   |
| 戛纳电影节 | 2024年5月25日 | 坎城原聲帶獎 | 克莱门特·杜科尔、卡米尔                                           | 獲獎 | [ 28 ]   |